# Regulamentul Organic

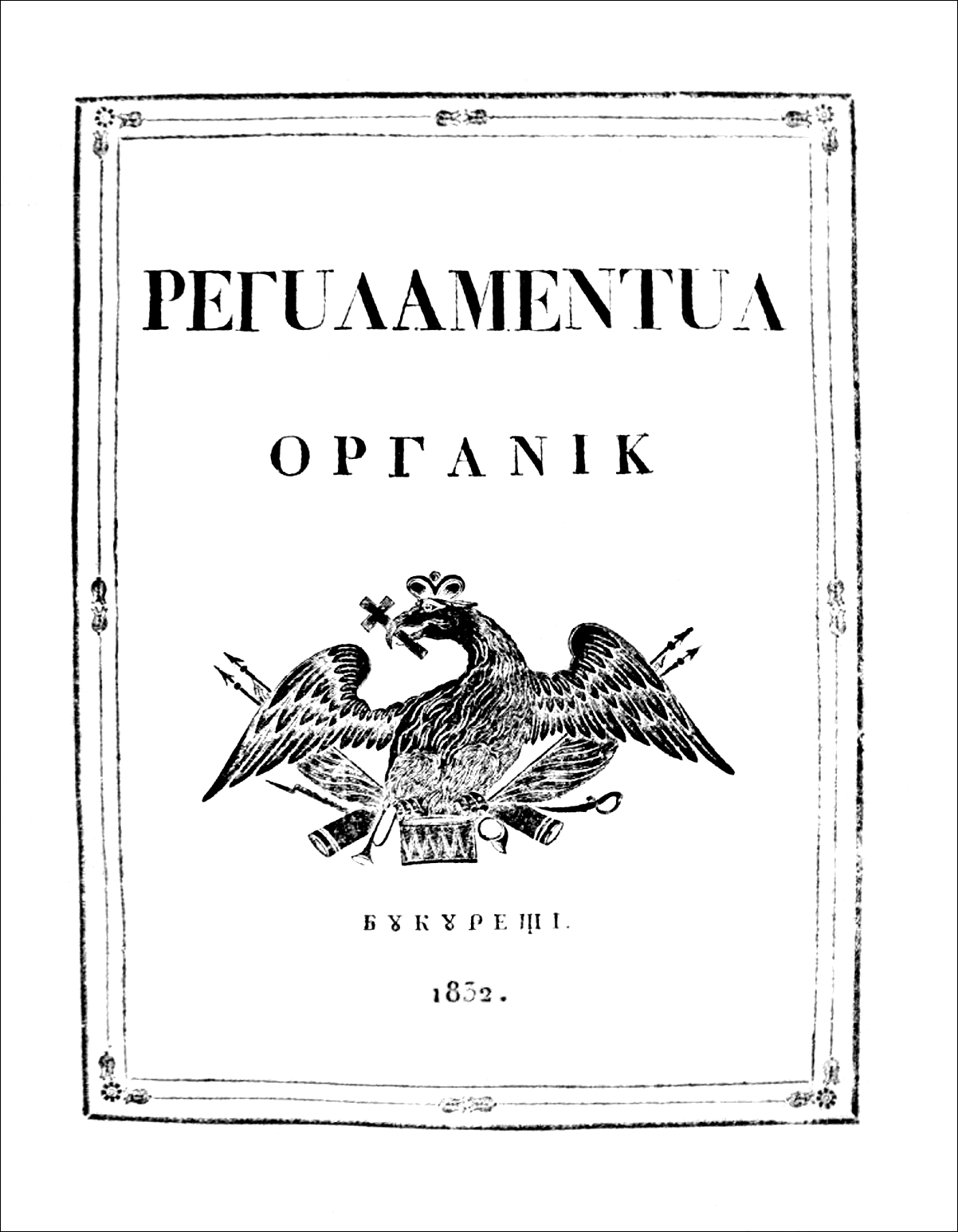
1832 Cópia valaquiana de Regulamentul Organic (impresso РEГUЛAMENTUЛ OРГANIK no alfabeto de transição romeno)

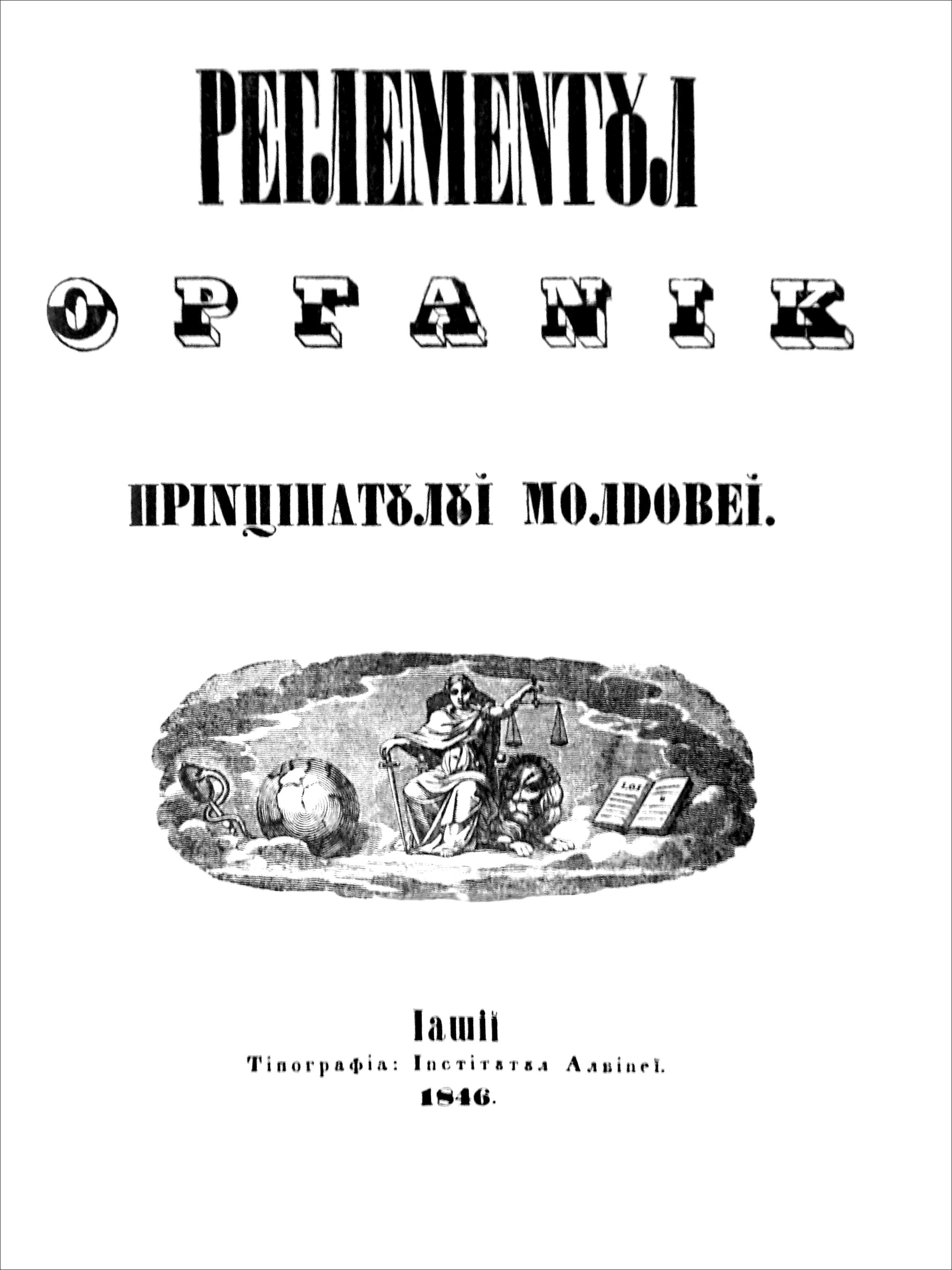
1846 Cópia moldava do documento (impresso РEГЛЕМЕNТꙋЛ OРГANIK no alfabeto de transição)

Regulamentul Organic (romeno AFI: /reɡulaˈmentul orˈɡanik/, Regulamento Orgânico;  em russo: Органический регламент; romaniz.: Organichesky reglament; {{langx|fr|Règlement Organique) foi uma lei orgânica quase constitucional aplicada em 1831-1832 pelas autoridades imperiais russas na Moldávia e Valáquia (os dois principados do Danúbio que se tornariam a base do moderno Estado romeno). O documento confirmou parcialmente o governo tradicional (incluindo o governo dos hospodars) e estabeleceu um protetorado russo comum que durou até 1854. O próprio Regulamentul permaneceu em vigor até 1858. Conservador em seu escopo, também engendrou um período de reformas sem precedentes que proporcionou um cenário para a ocidentalização da sociedade local. O Regulamentul ofereceu aos dois Principados seu primeiro sistema comum de governo.